# اعتبار کربن

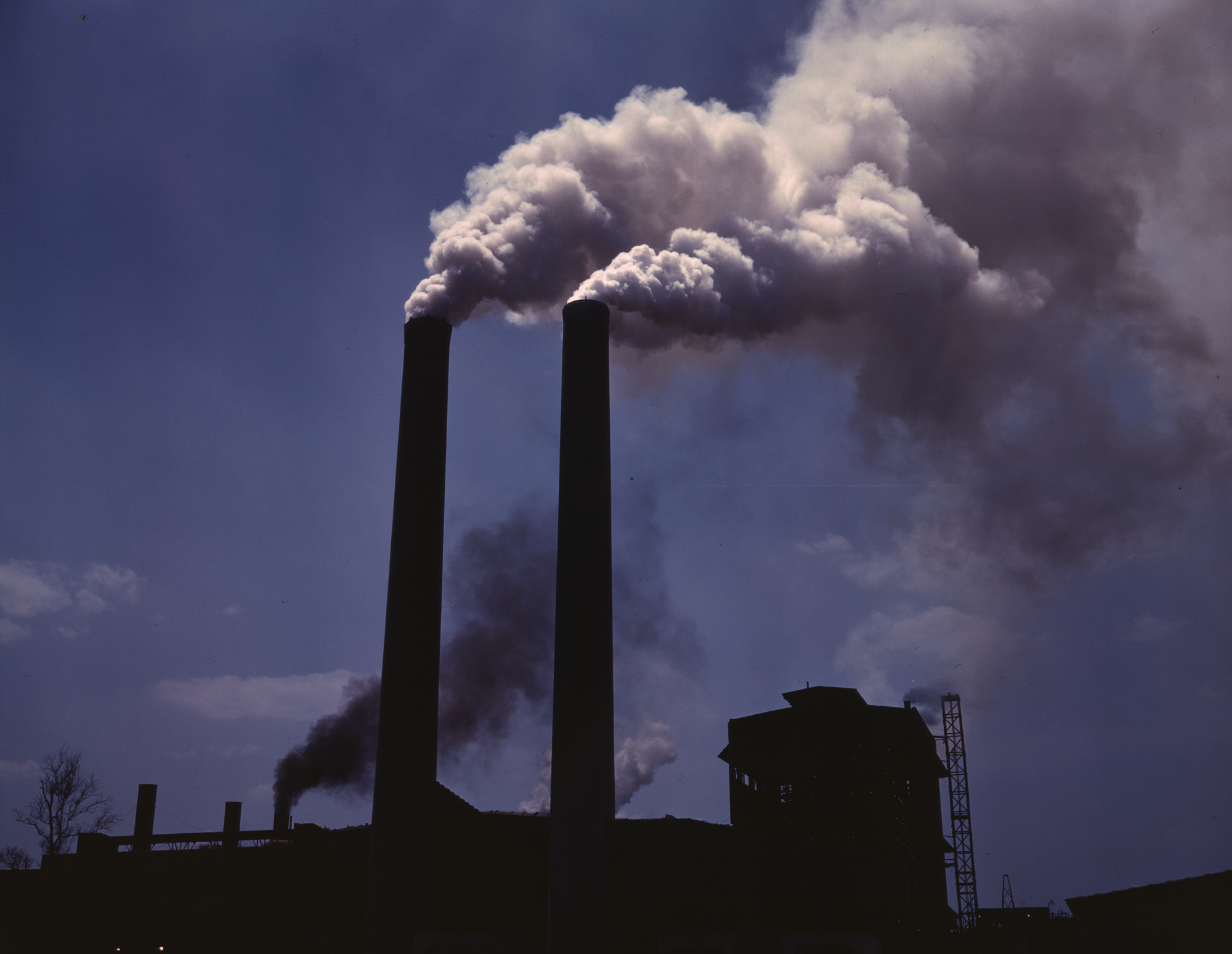
دودهای یک کارخانه در زمان جنگ جهانی دوم.

اعتبار کربن (انگلیسی: Carbon credit) واژه‌ای عمومی در صنعت می‌باشد که نشان‌دهنده هر نوع مجوز یا گواهی قابل معامله برای خروج یک تن دی‌اکسید کربن یا هر نوع گاز گلخانه‌ای دیگر است، که حجمی معادل یک تن دی‌اکسید کربن را داشته باشد.